# Пидопличко, Николай Макарович
Николай Макарович Пидопличко (укр. Микола Макарович Підоплічко; 1904—1975) — советский учёный-миколог, лауреат Сталинской премии (1952).

## Биография
Родился 21 марта (3 апреля) 1904 года в селе Казацком на Украине в семье школьного учителя. Учился в Киевском ветеринарно-зоотехническом институте, с 1924 года — в Высшем институте народного образования, окончил его в 1929 году.
Первую научную статью Николай Макарович опубликовал в 1924 году, с этого же года работал в Гербарии Академии наук УССР. С 1926 по 1928 год он преподавал в Ветеринарно-зоотехническом институте, затем был научным сотрудником НИИ сахарной промышленности, в 1932—1933 годах заведовал лабораторией общей микробиологии. В 1933—1935 Пидопличко руководил микологической лабораторией Института микробиологии и вирусологии АН УССР, затем возглавил микологический отдел.
В 1942—1943 годах работал в Институте зообиологии АН УССР в эвакуации в Уфе.
В 1952 году Николай Макарович был удостоен Сталинской премии за разработку антибиотика микроцида. В 1955 году он получил степень доктора биологических наук, с 1957 года был членом-корреспондентом Академии наук УССР. В 1960 году Н. М. Пидопличко был избран главой Украинского ботанического общества, в 1965—1971 годах возглавлял Украинское микробиологическое общество.
Скончался Николай Макарович Пидопличко 27 марта 1975 года.

## Награды
- орден Ленина
- орден «Знак Почёта»
- медаль «За трудовую доблесть» (01.10.1944)

## Некоторые научные публикации
- Билай В. И., Пидопличко Н. М. Токсинообразующие микроскопические грибы и вызываемые ими заболевания человека и животных. — Киев: Наукова думка, 1970. — 292 с.

## Грибы, названные в честь Н. М. Пидопличко
- Pidoplitchkoviella Kiril., 1975
- Ceratocystis pidoplichikovii Milko, 1961
- Haplochalara pidoplitschkoi Zhdanova, 1963
- Menispora pidoplitschkoi Kiril., 1967
- Penicillium pidoplitschkanum Chalab., 1950